# Paolo Cavaglione
Paolo Cavaglione (Genova, 17 aprile 1954) è un giornalista italiano.
È stato direttore di Topolino dal 1994 al 1999, subentrando a Gaudenzio Capelli. Dopo le sue dimissioni, è stato sostituito ad interim dal caporedattore Gianni Bono.

## Biografia
Cavaglione ha iniziato nel 1976 la sua carriera giornalistica nel mensile Uomo Mare Vogue delle Edizioni Condè Nast dove ha ricoperto il ruolo di inviato speciale sino al 1981. Dal 1982 al 1987 ha ideato e diretto come caporedattore il mensile Costruire per Abitare dell'Editrice Abitare Segesta Nel 1988 è stato chiamato da Paolo Pietroni alla vicedirezione del mensile Max di Rcs dove ha lavorato sino al 1989 quando è stato nominato vicedirettore del settimanale Amica. Nel 1994 è stato cooptato come direttore di Topolino e di quasi tutti gli altri giornali a fumetti editi da The Walt Disney Company Italia.
Dopo la direzione di Gaudenzio Capelli, Cavaglione ha dato a Topolino un'impronta più giornalistica nella parte di attualità del settimanale e un deciso impulso all'innovazione nel fumetto disneyano, in stretta collaborazione col responsabile delle sceneggiature Ezio Sisto.
In particolare, Cavaglione ha valorizzato le nuove leve di sceneggiatori (Tito Faraci, Gianfranco Cordara, etc.) e i giovani disegnatori emergenti (Silvia Ziche, Alessandro Barbucci, Marco Ghiglione tra gli altri). Nuove anche, sotto la direzione di Cavaglione, l'impostazione delle copertine di Topolino, sicuramente più graffianti e d'impatto della serie precedente.
Cavaglione ha anche aperto le storie Disney alla contaminazione di autori non propriamente disneyani. È sua la serie delle cosiddette Storie d'autore, create da soggettisti d'eccezione quali Enzo Biagi, Renzo Arbore, Luciano Benetton, Susanna Tamaro, Mario Monicelli, Lello Arena e altri importanti esponenti del mondo della cultura e dello spettacolo.
Nel 1996, Cavaglione ha sviluppato PK - Paperinik New Adventures, dando nuova vita a uno dei supereroi più amati dell'universo disneyano. Con un'impostazione grafica più libera e di diretta ispirazione marveliana, PKNA ha avuto immediatamente un grande successo ed è stato replicato in numerose edizioni straniere.
Sempre sotto la sua direzione è nato Mickey Mouse Mystery Magazine, nel quale Topolino esce dalla "ovattata" e "sicura" Topolinia, per affrontare casi difficili e nemici decisamente più agguerriti.
Dal 2000 e sino al 2012 Cavaglione è stato Direttore generale periodici di Editrice Quadratum (editore dei settimanali Stop e Intimità e dei mensili Weekend Viaggi, Viaggi e Sapori, La Cucina Italiana, Vera, Rolling Stone). Dal 2012 è pensionato e si occupa di volontariato come presidente dell'Associazione Culturale Silvia Dell'Orso, no profit da lui fondata nel 2010.